# Vinorodni okoliš Prekmurje
Vinorodni okoliš Prekmurje, tudi Prekmurske gorice (528 ha) je po površini manjši od dveh vinorodnih okolišev 6641 hektarjev obsegajoče slovenske vinorodne dežele Podravje. Najboljše vinorodne lege se nahajajo v severnih (podokoliš Goričko) in južnih (podokoliš Lendavske gorice) predelih okoliša. Vinorodni okoliš, tako kot Prekmurje samo, se nahaja vzhodno od reke Mure in meji na Hrvaško, Avstrijo in Madžarsko.
V največji meri so vzgajane vinske sorte: laški rizling, chardonnay, frankinja in modri pinot.